# Chiara Francia
Chiara Francia, all'anagrafe Chiara Emma Francia Citterio (Buenos Aires, 13 agosto 2003), è un'attrice argentina.

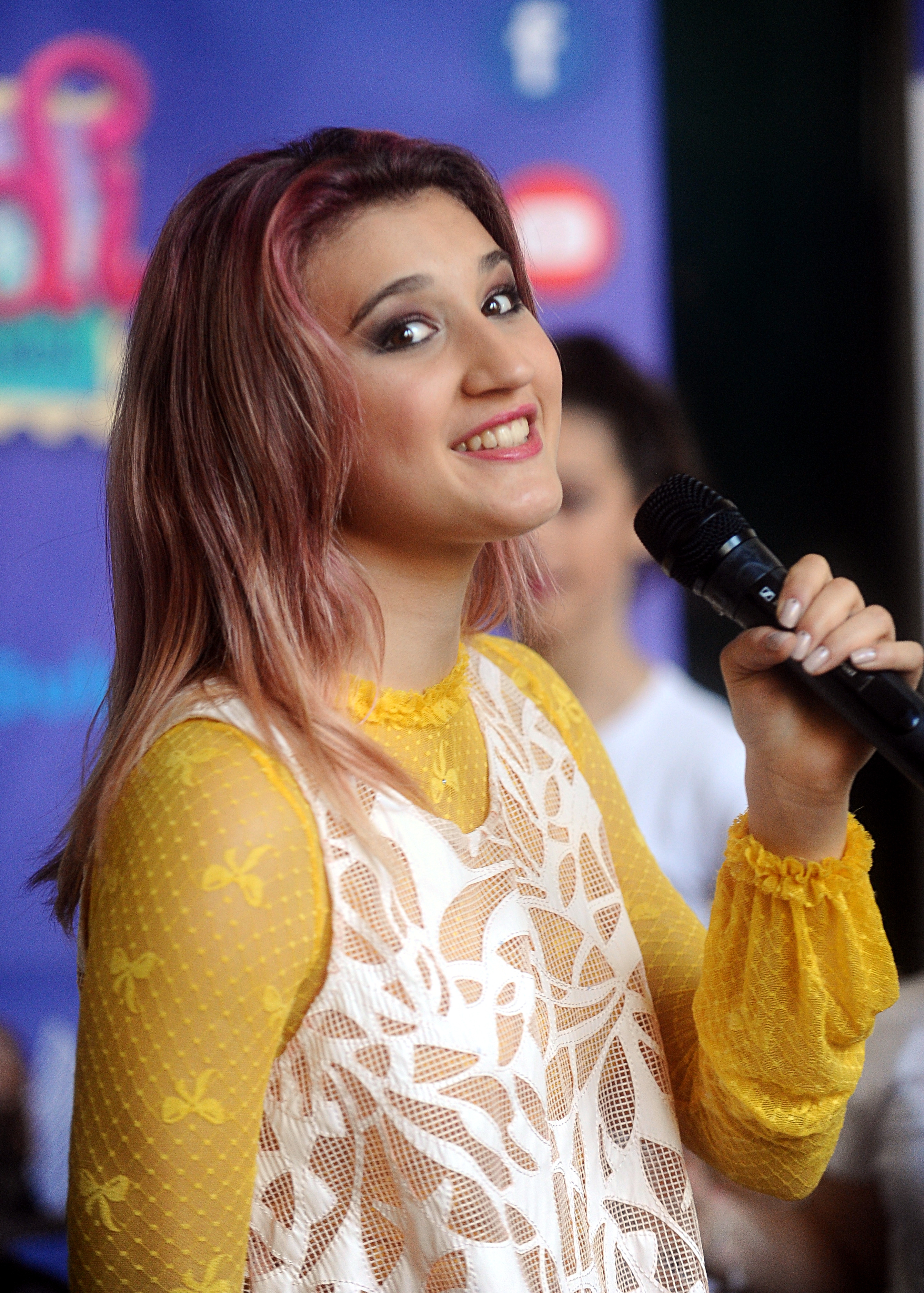
Chiara Francia a Lucca Comics & Games 2018

Dopo alcuni ruoli secondari, è diventata protagonista nella telenovela Heidi Bienvenida, in cui interpreta Heidi.

## Biografia
Chiara Francia nasce il 13 agosto 2003 dalla sceneggiatrice Marcela Citterio e dal produttore televisivo Javier Francia. Ha un fratello minore di nome Tiziano, anch'egli attore.
È conosciuta anche come Chiara Francia Citterio.

## Carriera
Debutta nel mondo televisivo all'età di tre anni quando prende parte alla telenovela Amor en custodia nell'ultimo episodio interpretando la figlia di Carolina Papaleo e Raúl Taibo. All'età di quattro anni partecipa a Il mondo di Patty.
Tra il 2008 e il 2009 recita in Atracción x4, dove è Simona e tra il 2009 e il 2010 è Lila per il serial televisivo Incorreggibili. Nel 2013 viaggia in Colombia per fare una partecipazione speciale nella telenovela Chica vampiro come Esmeralda.
Nel 2016 inizia a registrare una nuova telenovela dal titolo Heidi, bienvenida a casa presentata al pubblico l'anno successivo sul canale latinoamericano Nickelodeon, dove è la protagonista Heidi. Inoltre, canta alcuni brani per l'album omonimo e riprende lo stesso ruolo nella rappresentazione teatrale legata alla serie il 17 e 18 giugno al Teatro Astral di Buenos Aires. Nel 2017 è ospite alla premiazione dei Kids' Choice Awards Argentina. Nel 2018 registra il lungometraggio inedito Inolvidable Heidi, in cui riprende il ruolo principale di Heidi.
Il 20 luglio 2020 viene pubblicato il suo primo libro dal titolo Casi amor, diventando primo in classifica sulla piattaforma Amazon nelle prime due settimane dalla messa in commercio. Antecedentemente alla pubblicazione, il testo ottiene 75 mila letture attraverso un sito gratuito. Nel 2022 viene messo in commercio Mal amor.

## Filmografia

### Televisione
- Amor en custodia, 1 episodio - serial TV (2005)
- Il mondo di Patty (Patito feo) - serial TV (2007)
- Atracción x4 - serial TV (2008-2009)
- Incorreggibili (Consentidos) - serial TV (2009-2010)
- Chica vampiro (Chica Vampiro) - serial TV (2013)
- Heidi Bienvenida (Heidi, bienvenida a casa), 120 episodi - serial TV (2017-2019)

## Teatro
- Heidi, bienvenida a casa, diretto da Jorge Montero e Mariano Musumeci (2017)

## Discografia

### Partecipazioni
- 2017 - AA.VV. Heidi Bienvenida - Nel posto che vorrai

## Pubblicazioni
- Chiara F. Citterio, Casi amor, The Orlando Books, 2020.
- Chiara F. Citterio, Mal amor, The Orlando Books, 2022.
- Chiara F. Citterio, Jefa a los 17: Alicia, The Orlando Books, 2023.
- Chiara F. Citterio, Tanto Amor, The Orlando Books, 2024.

## Riconoscimenti
- Kids' Choice Awards México[15][16]
  - 2017- Preselezione per l'attrice preferita per Heidi Bienvenida.
- Kids' Choice Awards Colombia[17][18]
  - 2017 – Preselezione per l'attrice preferita per Heidi Bienvenida.
- Kids' Choice Awards Argentina[19][20]
  - 2017 – Preselezione per l'attrice preferita per Heidi Bienvenida.

## Doppiatrici italiane
Nelle versioni in italiano delle opere in cui ha recitato, Chiara Francia è stata doppiata da:
- Vittoria Bartolomei in Incorreggibili[21]
- Monica Volpe in Heidi Bienvenida[22]